# Steffen Mandel
Steffen „Steve“ Mandel, auch Steff Mandel (* 1954), ist ein deutscher Kunst- und Antiquitätenhändler sowie Musiker und Regisseur.

## Leben
Mandel ist seit Mitte der 1970er Jahre im Antiquitätengewerbe tätig. Anfang 2016 übernahm er einen Kunst- und Antiquitätenhandel in Monschau; daneben betrieb Mandel bis 2020 ein weiteres Ladenlokal in Roetgen.
In der nach ihm benannten Steve-Mandel-Band, die auf Klassiker der Rockmusik spezialisiert ist, ist er Frontmann und Solosänger sowie Mandolinenspieler und Gitarrist. Zusammen mit dem Schlagzeuger Hans-Peter Ernst spielte er in zahlreichen anderen Bands. Der Musiker verbrachte einige Jahre in Irland und stand dort mit Irischer Musik auf der Bühne.
Mandel war gelegentlich als Entertainer auf Kreuzfahrtschiffen und 30 Jahre als Entertainment-Manager für Tourismusunternehmen wie Robinson Club oder Hapimag unterwegs, aber auch als Regisseur für Aufführungen wie das Musical Joy oder Theaterproduktionen wie My Fair Lady, Das Wirtshaus am Peleponnes, Die Drei vom anderen Stern oder Der Candle-Light Killer. Als Schauspieler trat er 2010 in der Mundart-Theatersoap Zum Schängel als „knorriger, dialektfester Pfälzer Bauer“ auf.
Überregionale Bekanntheit erreichte Mandel ab 2016 durch seine Auftritte als Kunst- und Antiquitätenhändler in der ZDF-Fernsehsendereihe Bares für Rares.